# Федотьев, Павел Павлович
Павел Павлович Федотьев (1864—1934) — российский и советский учёный в области минеральной технологии и технической электрохимии, член-корреспондент АН СССР (1933).

## Биография
Родился 22 июня 1864 года в Благовещенске-на-Амуре в семье военного фельдшера.
Окончил Сибирскую военную гимназию в Омске (1881), один курс Николаевского инженерного училища в Санкт-Петербурге и Петербургский технологический институт (1888, по химическому отделению).
С 1889 года — инженер на Бондюжском химическом заводе Товарищества П. К. Ушкова и компании. Затем работал в Минске, Петербурге, с 1894 по 1902 год — на Охтинском пороховом заводе (Петербург).
Одновременно занимался научной деятельностью. С 1896 по 1902 год опубликовал 6 брошюр «для химиков, инженеров, заводчиков и студентов» по вопросам развития химических производств.
В 1902 году приглашён в Политехнический институт и направлен в страны Западной Европы на период с 1 декабря 1902 по 1 июня 1904 года для написания диссертации на звание адъюнкта и приобретения практического опыта.
В 1904 году защитил диссертацию на звание адъюнкта на тему «Аммиачно-содовый процесс с точки зрения учения о фазах» и был назначен экстраординарным профессором минеральной технологии и технической электрохимии.
В последующий период неоднократно бывал на европейских заводах химической промышленности. К 1910 году оборудовал лаборатории технической электрохимии и минеральной технологии, что позволило выполнять дипломные работы и проводить научные исследования. В 1910 г. избран на должность ординарного профессора.
В 1912 г. вместе со своим учеником В. П. Ильинским опубликовал «Экспериментальное исследование по электрометаллургии алюминия».
В 1915 г. в связи с применением немцами отравляющих (удушающих) веществ назначен председателем созданной при Главном Артиллерийском управлении комиссии по расширению производства хлора на заводах Донбасса. С 1916 года П. П. Федотьев директор завода в Славянске. Одновременно руководил и другим заводом того же профиля, где сохранилась бельгийская администрация. Таким образом, потребности армии в поставках жидкого хлора были полностью удовлетворены. Успешно решена также задача производства фосгена.
В 1919—1921 гг. в Петрограде работал над учебником «Электрометаллургия», который в трёх выпусках был опубликован в 1921—1923 гг.
В 1920 году избран профессором Технологического института для чтения специального курса по технической электрохимии. С 1921 по 1923 год — декан созданного в Политехническом институте Химического факультета.
Был организатором производства алюминия на заводе «Красный выборжец» полностью из отечественного сырья (1929).
Под его руководством было начато и к маю 1930 года закончено строительство в Ленинграде Опытного завода для освоения в производственных условиях процесса получения алюминия.
В 1933 году избран членом-корреспондентом АН СССР.
Возвращаясь из очередной поездки на Волховский алюминиевый завод, простудился и 20 марта 1934 года умер от воспаления лёгких.
Похоронен в Санкт-Петербурге на Богословском кладбище.